# 牧野忠成 (越後長岡藩二代)
牧野 忠成（まきの ただなり）は、江戸時代前期の大名。越後国長岡藩の第2代藩主。官位は従五位下・飛騨守。長岡藩系牧野宗家3代。祖父と同名を名乗ったので、長岡ではのちにこの2代藩主を後忠成公とも呼び慣わしている。

## 生涯
寛永12年（1635年）、牧野光成の嫡男として誕生した。幼名老之助。初名は忠盛。
寛永14年（1637年）に父・光成が早世したため、祖父・忠成の後嗣となる。寛永16年（1639年）10月、江戸城に登り初めて3代将軍家光の御目見を受けた（5歳）。慶安4年（1651年）10月18日従五位下・飛騨守に叙任（17歳）。
承応3年12月（新暦1655年1月）に祖父・忠成が没した。明けて明暦元年2月16日（新暦1655年3月23日）に祖父の遺領相続を許された（21歳。嫡孫承祖だが襲封までには子細があった。経緯は末節を参照のこと）。同3月7日（新暦4月13日）襲封御礼の登城の節に家臣2人（稲垣平助・山本帯刀）が忠成に伴い将軍御前に出づることを許され、以後は襲封御礼の際の恒例となる。同9月、朝鮮使が来日し、その迎馬のための鞍を三州三島まで送り届けた。明暦2年（1656年）初めて城地長岡に行く許しを受けた。明暦3年（1657年）、台命により明暦の大火後の江戸城平河口の修理の任にあたり、同11月13日竣工、家臣等に時服・白銀を賜る。
延宝2年（1674年）5月27日、江戸藩邸で40歳にて死去した。法名は、超雄院殿尊誉利岳乗英。葬地は江戸二本榎木（現東京都港区内）の周光寺。のち三田（同港区）の済海寺に改葬す。現在は長岡市御山の悠久山蒼柴神社境内に移転した。

## 藩主継承の経緯
初代藩主・忠成の本来の嫡子である大和守光成が相続前に24歳で早世したため、3歳であった光成の遺児老之助（忠成）を差し置いて、光成の弟たち（すなわち叔父）が相続権を主張したことによる。長岡における動静は長岡藩・お家騒動の項を参照。
結局、長岡藩自身で解決出来ずに幕府に訴訟が持ち込まれ明暦元年（1655年）将軍の裁定を仰ぐことになった。時の将軍は、4代家綱であり、その御前にて老之助の名代牧野正直と叔父達（牧野康成・牧野定成）の対決が証拠の品の披露と共に行われた。裁決は家綱の「よいや、よいや」の二声で堂上・堂下の一同も静まり老之助に一決してしまったという。ただ、一説によると「左様そうせぇ」と云うのが口癖であったと言われているので、親裁は形式的なもので、老中等、幕閣の意向により演出されたとの見方もある。
これに関連した伝承が長岡藩関係文書に見える。すなわち、光成の未亡人で老之助の生母である長寿院（本多俊次の娘）が家臣根岸弥次右衛門の伯母玉木を通じて老中・松平信綱（伊豆守）にわが子の相続の正当性を内密に訴えたというものである。この根岸弥次右衛門は松平信綱の旧領武蔵国忍領の郷士出身であるうえに、伯母玉木は長寿院の実家の近江膳所藩主・本多俊次の家臣宇津直右衛門の伯母でもあった。この幕閣人脈への働きかけが功を奏したものか、将軍家綱の鶴の一声で老之助の相続が実現した。一方、老之助の叔父たちは、この裁決の数年後に41 - 42歳で相次いで死去している。

## 系譜
父母
- 牧野光成（父）
- 本多俊次の娘（母）

正室、継室
- 牧野康成の娘（正室） のち六郷政信と再婚。
- 牧野定成の養女（継室） - 花輪宗親の娘

子女
- 牧野忠辰（長男） 生母は継室
- 鶴千代 - 早世
- 安藤信友正室